# Richard Malcolm Johnston
Richard Malcolm Johnston (8 de março de 1822 – 23 de setembro de 1898) foi um educador e autor americano.

## Biografia

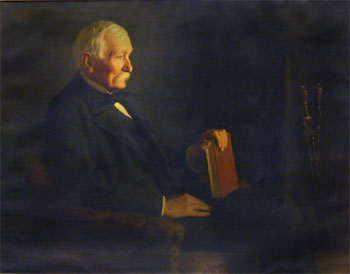
Richard Malcom Johnston

Johnson nasceu em Powelton, Condado de Hancock, Geórgia. Seu pai era um pastor batista, e sua educação inicial foi recebida em uma escola do interior e terminou na Mercer University. Depois de se formar lá, ele passou um ano ensinando e, em seguida, assumiu o estudo de direito e foi admitido na Ordem dos Advogados em 1843. Em 1857, ele aceitou uma nomeação para a cátedra de belles-lettres e oratória na Universidade da Geórgia em Athens, mantendo-a até o início da Guerra Civil, quando iniciou uma escola para meninos em sua fazenda perto de Sparta. Isso ele continuou durante a guerra, servindo também por um tempo no estado-maior do general J.E. Brown e ajudando a organizar a milícia estadual.
No final da guerra, mudou-se para Maryland, onde abriu a Penn Lucy School para meninos perto de Baltimore. Um de seus professores era o poeta nascido na Geórgia Sidney Lanier, que o convenceu a começar a escrever para publicação, embora ele tivesse mais de 50 anos. Suas primeiras histórias foram enviadas para a Southern Magazine; outros para The Century se seguiram e se tornaram imediatamente populares. Ele tinha o dom de contar histórias que retratava as crianças caseiras do solo, personagens pitorescos que preenchiam as memórias de sua juventude, e embalsamava suas imagens desbotadas com facilidade e um respeito fiel à precisão que preservava o tipo burguês da antiga Geórgia Central. Seu estilo era sereno e fácil, misturando humor com filosofia moral. Como crítico, ele tinha simpatia poética pela discriminação sábia.
Johnston tornou-se católico em 1875. Sua esposa Frances Manfield, da antiga linhagem da Nova Inglaterra, havia sido recebida na Igreja seis meses antes. Ele relata que tinha 30 anos quando viu um padre pela primeira vez, e que suas primeiras investigações sobre a fé foram durante a campanha "Know-Nothing" de 1855, quando leu algumas das obras do bispo Inglaterra e do cardeal Newman para refutar um adversário político. Com sua conversão, a frequência em sua escola, que foi por muito tempo associada ao patrocínio batista, diminuiu, e ele desistiu e se dedicou inteiramente à literatura - sua popularidade como escritor de histórias aumentou constantemente - e a palestras sobre tópicos literários. Seus trabalhos publicados incluem: Dukesborough Tales (1871-1881), nos quais foram elaboradas as impressões de seus primeiros dias de escola na Geórgia; Old Mark Langston (1884); Two Gray Tourists (1885); Mr. Absolom Billingslea and Other Georgia Folks (1888); The Primes (1891); Widow Guthrie (1890); Ogeechee Cross Firings (1889); Old Times in New Georgia (1897); a Life of Alexander H. Stephens, com quem ele se associou na advocacia (1878). Uma coleção de ensaios foi publicada em 1881, e ele preparou um Historical Sketch of English Literature (1872), um livro-texto para estudantes avançados, usado na Universidade Johns Hopkins e em outras instituições nas quais ele dava aulas.
Ele morreu em Baltimore, Maryland, em 23 de setembro de 1898.